# Dispara (canción)
«Dispara» (estilizado como DISPARA ***) es un sencillo de la cantante argentina Nicki Nicole y el cantante argentino Milo J, lanzado el 17 de mayo de 2023 a través de los sellos Sony Music Latin y Dale Play Records. El sencillo forma parte del álbum de estudio Alma (2023) de Nicki Nicole.

## Antecedentes
A través de sus redes sociales, la cantante Nicki Nicole anunció el tracklist de su álbum de estudio Alma, en el que destaca la canción «Dispara», en colaboración del artista argentino Milo J. El álbum fue lanzado el 17 de mayo de 2023, incluyendo tal canción.

## Posicionamiento en listas

### Semanales
| País      | Lista             | Mejor posición |
| 2023      | 2023              | 2023           |
| --------- | ----------------- | -------------- |
| Argentina | Argentina Hot 100 | 11             |
| España    | Top 100 Canciones | 67             |

## Certificaciones
| País           | Organismo certificador | Certificación | Ventas certificadas | Ref.   |
| -------------- | ---------------------- | ------------- | ------------------- | ------ |
| México         | AMPROFON               | Platino       | 140 000             | [ 8 ]  |
| Estados Unidos | RIAA                   | Platino       | 60 000              | [ 9 ]  |
| España         | PROMUSICAE             | Platino       | 60 000              | [ 10 ] |

## Premios y nominaciones
| Año  | Premiación             | Categoría                    | Resultado | Ref.   |
| ---- | ---------------------- | ---------------------------- | --------- | ------ |
| 2023 | Premios Grammy Latinos | Mejor canción de rap/hip hop | Nominado  | [ 11 ] |
| 2024 | Premios Carlos Gardel  | Canción del año              | Nominado  | [ 12 ] |
| 2024 | Premios Carlos Gardel  | Grabación del año            | Nominado  | [ 12 ] |
| 2024 | Premios Carlos Gardel  | Mejor colaboración urbana    | Nominada  | [ 12 ] |